# Le Mystère des Saints Innocents

Le Mystère des Saints Innocents est un poème en prose écrit par l'écrivain, poète et essayiste français Charles Péguy. Publié dans les Cahiers de la Quinzaine d'avril 1912, il clôt le triptyque des mystères, qui comporte, en outre, Le Mystère de la charité de Jeanne d'Arc (1910) et Le Porche du Mystère de la deuxième vertu (1911).

## Présentation
Comme les deux premiers mystères de Péguy, Le Mystère des Saints Innocents reprend le principe d'un dialogue entre Madame Gervaise, une religieuse, et la jeune Jeanne d'Arc. 
L'auteur y reprend plusieurs thèmes déjà abordés dans ses précédents mystères comme l'espérance, la nuit, l'enfance (avec une insistance particulière sur leur lien privilégié avec le Royaume de Dieu du fait de leur innocence), le salut ou le peuple français.  
Il y développe aussi de nouveaux thèmes. À partir d'un épisode rapporté dans La Vie de saint Louis de Jean de Joinville, Péguy commente l'échange entre le roi et son biographe et médite sur la liberté chrétienne. Il cite également l'histoire, figurant dans la Bible, des fils de Jacob : il dresse un parallèle entre Joseph et la figure du Christ, et extrapole cette comparaison à tout l'Ancien et le Nouveau Testament.
L'œuvre est dédiée à « Dilectissimis in intimo corde », c'est-à-dire « à ceux qui me sont les plus chers au plus profond de mon cœur ».   

## Réception
À sa publication, Le Mystère des Saints Innocents tombe « dans un silence de plomb ».